# Схід штату Сержипі (мезорегіон)

Схід штату Сержипі на карті штату

Схід штату Сержипі (порт. Mesorregião do Leste Sergipano) — адміністративно-статистичний мезорегіон в Бразилії, входить в штат Сержипі.

## Склад мезорегіону
В мезорегіон входять такі мікрорегіони:
1. Аракажу
2. Бокін
3. Котінгіба
4. Естансія
5. Жапаратуба
6. Пропрія
7. Байшу-Котінгіба

| Бразилія | Це незавершена стаття з географії Бразилії. Ви можете допомогти проєкту, виправивши або дописавши її. |